# Maximiliansplatz

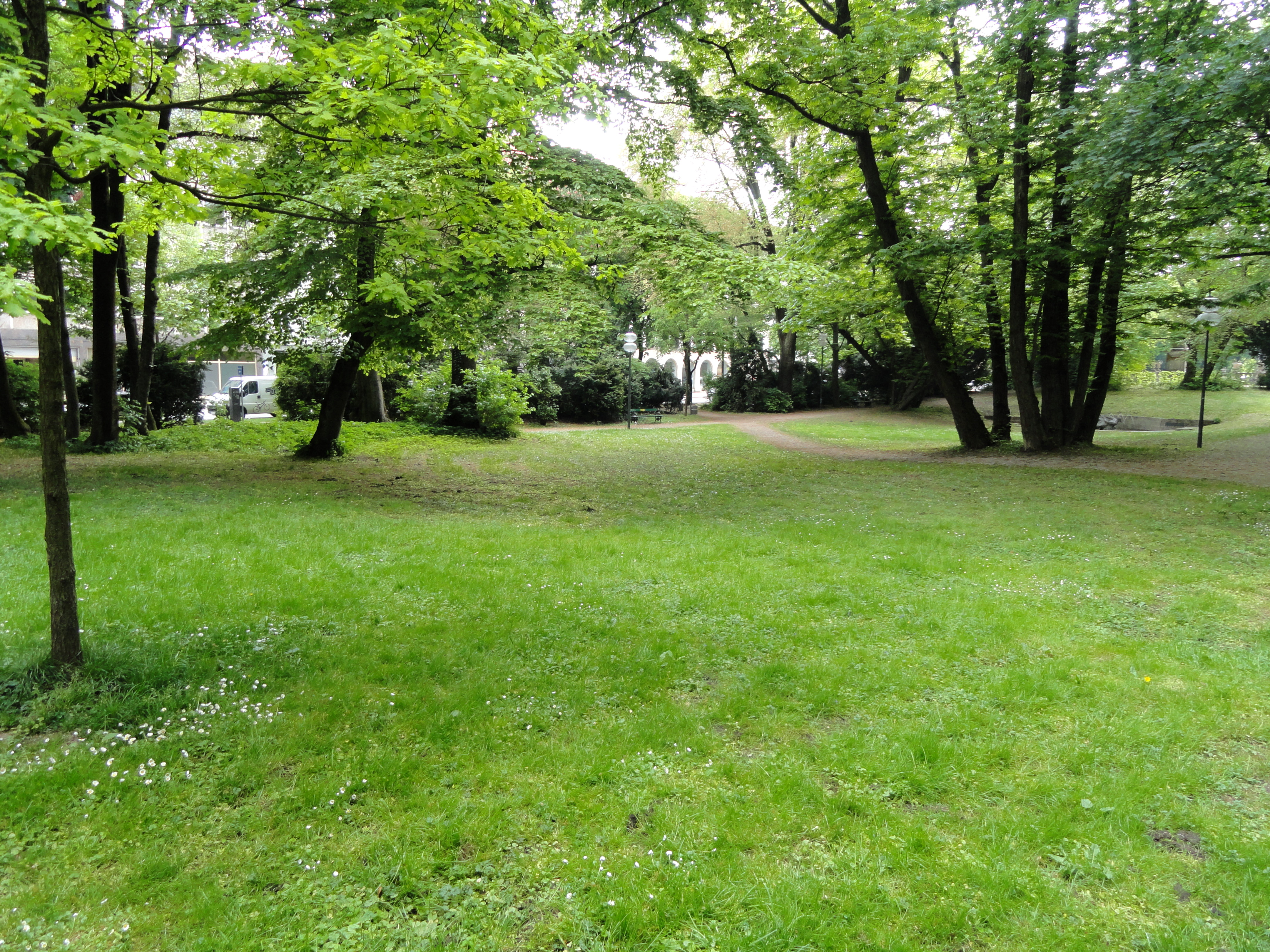
Maximiliansplatz

Der Maximiliansplatz ist ein parkartiger Platz in München, der auf der Grenze der Stadtbezirke Altstadt-Lehel und Maxvorstadt liegt. Er war früher auch unter dem Namen Dultplatz bekannt. Der Maximiliansplatz ist der nordwestliche Teil des Münchner Altstadtrings.

## Geschichte
Nach der Niederlegung der mittelalterlichen Festungsanlagen entstand im Rahmen der Planungen für eine Stadterweiterung – der heutigen Maxvorstadt – ein ca. 300 mal 60 Meter großer Platz, der im Stile eines miniaturisierten Englischen Gartens angelegt wurde. Dieser Platz erhielt um das Jahr 1808 den Namen Maximiliansplatz und war der größte Platz der Stadt. Auf ihm wurden neben den jährlichen Messen (Dulten) – der Dreikönigs-, Jakobi- und Christkindldult – auch die großen Pferdemärkte in der Fastenzeit sowie die größten Militärparaden abgehalten.
Vom 19. Jahrhundert bis 1974 gab es am Maximiliansplatz 16/17 das Restaurant Humplmayr, das in den 1960er und 1970er Jahren ein Jetset-Treffpunkt war.
Am Maximiliansplatz 5 stand von 1908 bis 1975 das Regina-Palast-Hotel, heute ist es das Haus Regina. Von 1978 bis Ende 1994 betrieb der Koch Eckart Witzigmann darin das Restaurant Aubergine; es war das erste deutsche Restaurant, das im Guide Michelin mit der Höchstwertung von drei Sternen geführt wurde.

## Sehenswürdigkeiten

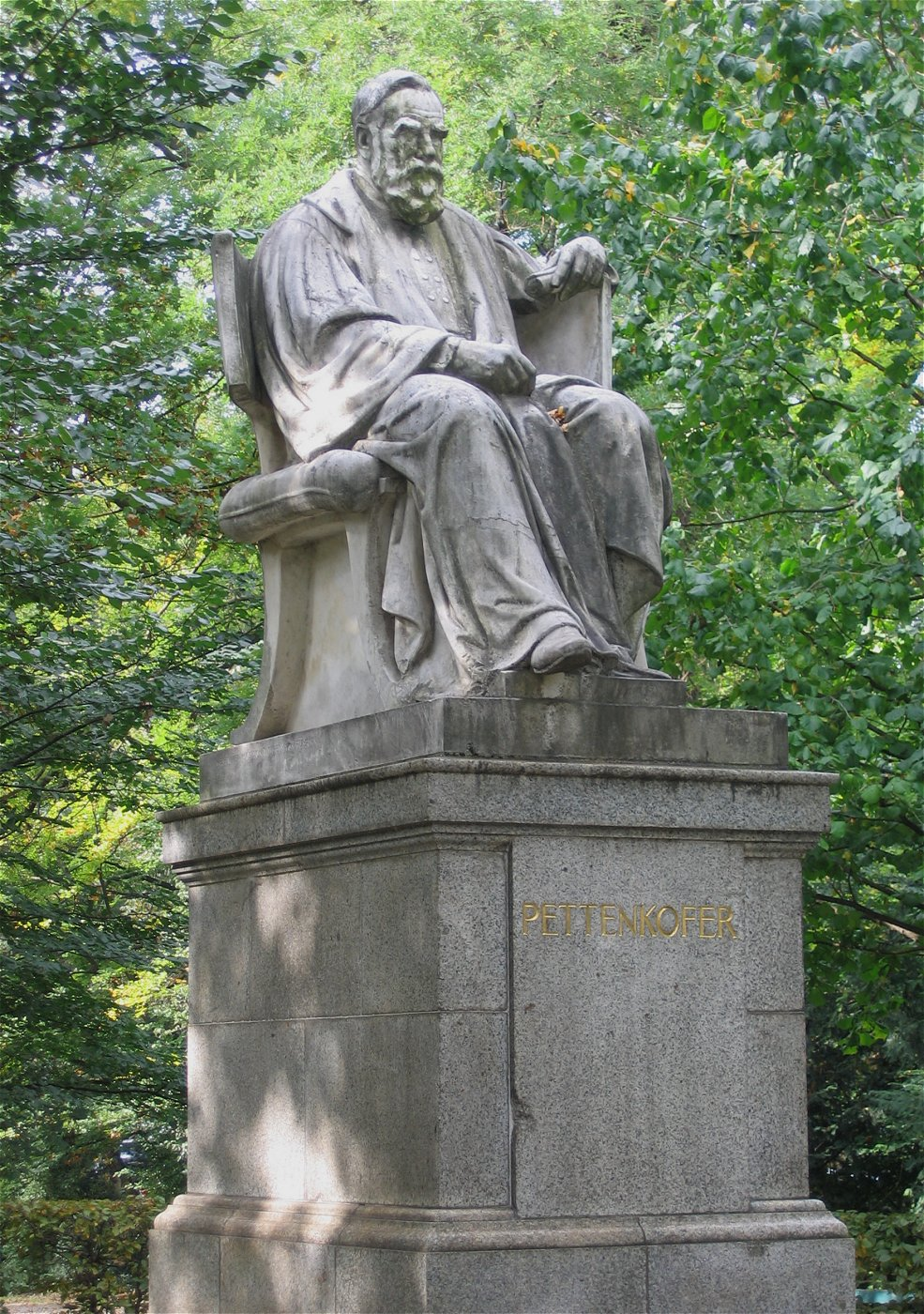
Max-von-Pettenkofer-Denkmal

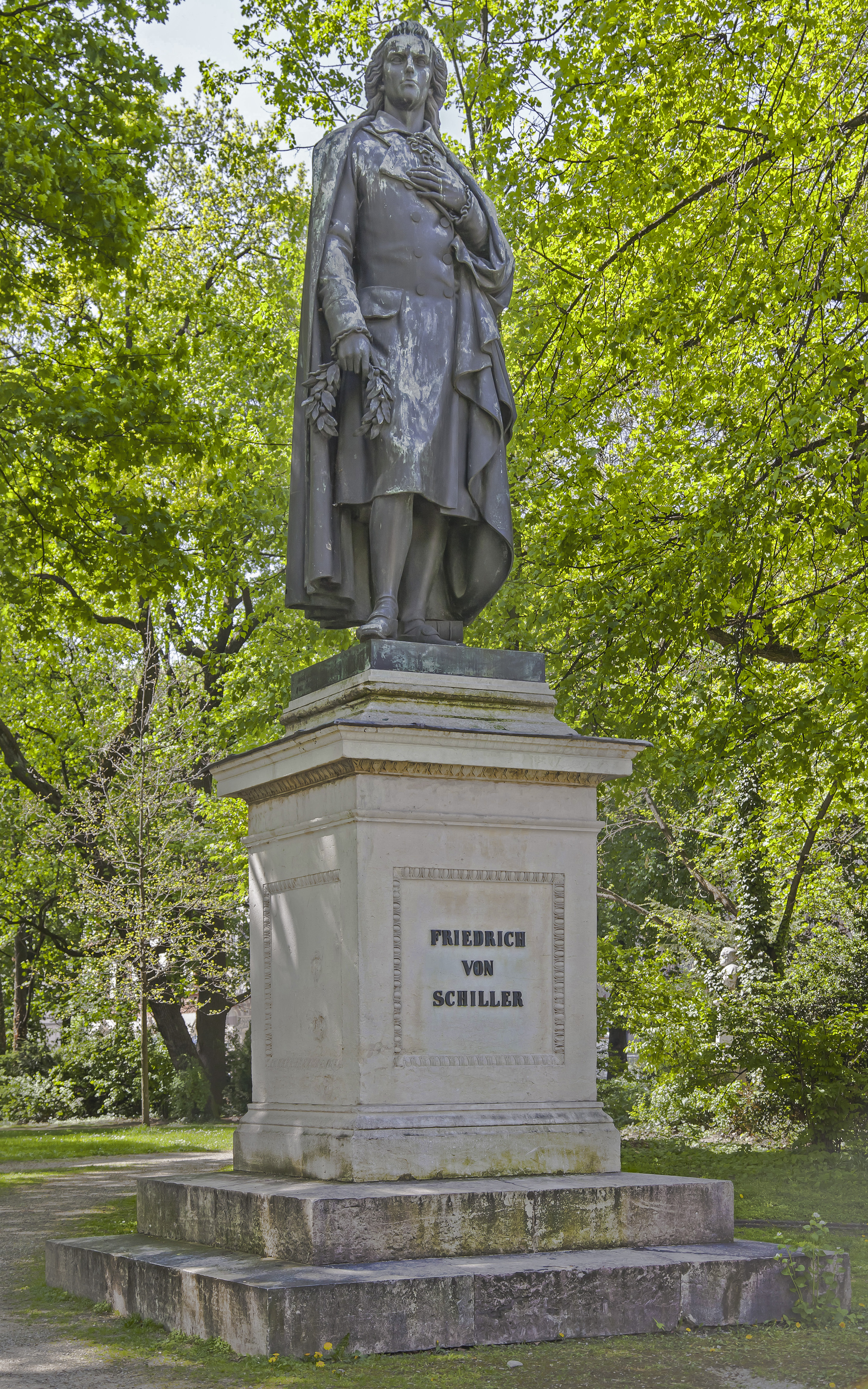
Schillerdenkmal

Auf dem Platz und seinem unmittelbaren Umfeld befinden sich mehrere bedeutende Denkmäler und Brunnen:
- Wittelsbacher Brunnen 48° 8′ 29″ N, 11° 34′ 10″ O
- Karl-Amadeus-Hartmann-Brunnen 48° 8′ 32″ N, 11° 34′ 19″ O
- Denkmal für Max von Pettenkofer 48° 8′ 30″ N, 11° 34′ 15″ O
- Denkmal für Justus von Liebig (1883 errichtet) 48° 8′ 31″ N, 11° 34′ 17″ O
- Denkmal für Karl Effner 48° 8′ 33″ N, 11° 34′ 21″ O
- Schiller-Denkmal 48° 8′ 33″ N, 11° 34′ 22″ O

in der nordwestlich anschließenden Grünanlage:
- Nornenbrunnen 48° 8′ 34″ N, 11° 34′ 19″ O
- Goethe-Denkmal 48° 8′ 31″ N, 11° 34′ 10″ O

auf der anderen Straßenseite, zur Prannerstraße führend:
- Maxtor 48° 8′ 30″ N, 11° 34′ 18″ O
- Grottenbrunnen am Maxtor 48° 8′ 29″ N, 11° 34′ 17″ O

## Party
In der Nähe des Platzes sind mehrere Clubs angesiedelt, unter anderem die Rote Sonne und das Pacha. An der benachbarten Sonnenstraße geht die Partymeile weiter, die aufgrund ihrer Form auch „Feierbanane“ genannt wird.